# Gauliga Württemberg 1936/37
De Gauliga Württemberg 1936/37 was het vierde voetbalkampioenschap van de Gauliga Württemberg. VfB Stuttgart werd kampioen en plaatste zich voor de eindronde om de Duitse landstitel, waar de club in de groepswinnaar werd en zich plaatste voor de halve finale. Net als twee jaar eerder in de finale was FC Schalke 04 hier de boosdoener. 

## Eindstand
| Plaats | Club                   | Wed. | W  | G | V  | Saldo | Ptn.  |
| ------ | ---------------------- | ---- | -- | - | -- | ----- | ----- |
| 1.     | VfB Stuttgart          | 18   | 12 | 3 | 3  | 50:27 | 27:90 |
| 2.     | 1. SSV Ulm             | 18   | 9  | 2 | 7  | 50:34 | 20:16 |
| 3.     | Sportfreunde Stuttgart | 18   | 8  | 4 | 6  | 28:28 | 20:16 |
| 4.     | FV Union 08 Böckingen  | 18   | 7  | 6 | 5  | 31:34 | 20:16 |
| 5.     | Stuttgarter Kickers    | 18   | 8  | 3 | 7  | 44:32 | 19:17 |
| 6.     | Stuttgarter SC         | 18   | 7  | 5 | 6  | 41:38 | 19:17 |
| 7.     | Sportfreunde Esslingen | 18   | 5  | 5 | 8  | 22:29 | 15:21 |
| 8.     | FV Zuffenhausen        | 18   | 6  | 3 | 9  | 21:34 | 15:21 |
| 9.     | SpVgg Cannstatt        | 18   | 5  | 4 | 9  | 25:36 | 14:22 |
| 10.    | SV Göppingen           | 18   | 3  | 5 | 10 | 25:45 | 11:25 |

|  | Kampioen, geplaatst voor nationale eindronde |
|  | Degradatie naar Bezirksliga                  |

## Promotie-eindronde
| Plaats | Club                | Wed. | Saldo | Ptn.  |
| ------ | ------------------- | ---- | ----- | ----- |
| 1.     | Ulmer FV 1894       | 10   | 28:9  | 14:6  |
| 2.     | VfR Schwenningen    | 10   | 26:13 | 14:6  |
| 3.     | FV Kornwestheim     | 10   | 23:13 | 13:7  |
| 4.     | SpVgg Untertürkheim | 10   | 18:19 | 10:10 |
| 5.     | SC Geislingen       | 10   | 11:23 | 5:15  |
| 6.     | FV Nürtingen        | 10   | 8:37  | 4:16  |

|  | Promotie naar Gauliga Württemberg 1937/38 |